# Mors dreng
|  | Denne artikel er oprettet af botten PalnaBot ud fra en ekstern database. Den kan derfor have sproglige fejl eller mangler. Denne skabelon kan fjernes efter kontrol af indholdet. |

Mors dreng er en børnefilm instrueret af Poul Erik Madsen efter manuskript af Jannik Tai Mosholt.

## Handling
Filmen er en hjerteskærende historie om Rune, som er alene med sin mor efter faderens død. Rune prøver at udfylde tomrummet derhjemme og tager ofte over med det praktiske for at holde hverdagen kørende. Familien betegnes som dysfunktionel af kommunen, som overvejer at tvangsfjerne Rune. Han prøver til gengæld desperat at overbevise både sig selv og sin omverden om, at alt er i den skønneste orden.